# Barcza Sándor (zalai alispán)
Nagyalásonyi Barcza Sándor (Rigács, Zala vármegye, 1811. október 13. – Csabrendek, 1885. június 26.) Zala vármegye alispánja, földbirtokos.

## Élete
A régi római katolikus nemesi nagyalásonyi Barcza család sarja. Apja, nagyalásonyi Barcza Imre, földbirtokos, anyja bezerédi Bezerédj Anna volt. Anyai nagyszülei bezerédi Bezerédj Péter (1754-1812), insurgens kapitány, és a barkóczi Rosty családból való barkóczi Rosty Magdolna (1762-1799) voltak; Bezerédj Péterné Rosty Magdolna szülei barkóczi Rosty Miklós (1715–1768), huszárkapitány, rábabogyoszlói Vajda Anna. Barcza Sándor alispánnak két fivére volt: az egyik nagyalásonyi Barcza Kristóf (1813–1884), földbirtokos, akinek alsószelestei Szelestey Julianna feleségétől született egyik leánya, nagyalásonyi Barcza Anna (1836–1878); Barcza Anna férje, csengeri Háczky Kálmán (1828–1904), 1848-as honvéd főhadnagy, országgyűlési képviselő, a "Zala Megyei Gazdasági Egyesület" elnöke 1882 és 1898 között, Zala vármegyei közigazgatási bizottság tagja, földbirtokos volt. Barcza Sándor alispánnak egy másik fivére nagyalásonyi Barcza Ferenc (1814–1893), császári és királyi kapitány volt.
Jogi tanulmányokat végzett. 1840. szeptember 28.-ától 1844. június 10.-éig Zala vármegye első alügyésze; 1844. június 10.-étől 1849. október 31.-éig a főügyésze volt. A kiegyezés után Zala vármegye törvényhatósága alispánná Barcza Sándor csabrendeki földbirtokost választotta. Az erélyes alispán rendet teremtett a vármegyében, amelynek akkor hét járása volt. 1867. május 6.-ától 1872. január 9.-éig Zala vármegye első alispánja volt.